# Left 4 Dead
A Left 4 Dead (vagy más néven az L4D) egy belső/FPS nézetű akciójáték. A Valve Software fejlesztette és adta ki 2008-ban. A játék a Source Engine-t használja. Steam-en fut.Megjelent azóta Microsoft Windows XP-re, Xbox 360-ra és Mac OS X-re is.
A játék az apokaliptikus-túlélő kategóriába tartozik. A játékban a "túlélők" harcolnak az életben maradásért a "fertőzöttekkel".

## Előzmények
A játék előtt megismerünk egy videót (ami egyben a játék egyik bemutatója/trailere is), melyben kiderülnek az előzmények.
A világ egészen mostanáig minden vírus, fertőzés ellen talált ellenszert, de a mostanira nem. Alig pár óra leforgása alatt három országot megfertőz (valamilyen okból a vírus nem megy tovább.) egy kór, amely vagy megöli az áldozatot, vagy pedig hiperagresszívá teszi. A vírus egyes fertőzöttjei mutálódnak is, így hozva létre a különleges fertőzötteket. A fertőzöttek felismerik egymást (ezért nem támadják meg a másikat), de akin nem észlelik a vírust, annak könyörtelenül nekitámadnak. A túlélők (akik nem kapták el valamilyen okból a vírust), mind a fertőzöttek kezeitől haltak meg.
A négy túlélő, azonban nem hagyja magát. Bár sok viszontagságon mennek át, végül valahogyan kijutnak szorult helyzetünkből, és elmenekülnek a városból (és környékéről) - ahol hemzsegnek a fertőzöttek.

## Fejezetek
A játékban négy fejezet van, amelyek a "túlélők" kalandját mesélik el filmszerűen, más-más helyeken. A négy rész öt-hat epizódra oszlik, melyek között mentések nélkül lehet válogatni - csakúgy, mint a fejezetek közt. A négy fejezet:
- No Mercy: Ebben a fejezetben a "túlélők" bázisa fölött repül el egy helikopter, de nem veszi észre őket, ráadásul a város másik végében, a Mercy kórház tetején száll le túlélőket keresni. Az élelem fogytán, lőszer pedig van, de az út hosszú, és veszélyes. Nekivág hát a négy "túlélő".
  - Helyszín: város
  - Félelem: közepes
- Death Toll: Ebben a részben egy hegy előttről kell elindulnia a négyesnek egy kikötő felé, ahol egy hajó várja őket. Az út erdőkön, alagutakon, kis házakon át vezet, és hát, be kell vallani, hogy nem könnyű...
  - Helyszín: lankás-erdős terület
  - Félelem: közepes
- Dead Air: Itt egy repülő száll el a "túlélők" felett, akik elhatározzák, hogy a közeli reptérre mennek utána. Kalandos alagutakon, beépített területeken és reptéri terminálokon vezet az út a meneküléshez. A romos reptérről való felszállás sem könnyű...
  - Helyszín: reptér
  - Félelem: magas
- Blood Harvest: Talán a játék "legdurvább" része, melyben váratlan helyzetekkel kell szembenéznie a négyesnek. Itt egy páncélos autó felé vesszük az irányt, amely kivisz minket a fertőzött térségből. Az út valószínűleg nem lesz egyszerű, de a lőfegyverek mindent megoldanak... legalábbis a legtöbb dolgot...
  - Helyszín: erdő
  - Félelem: magas

## A túlélők

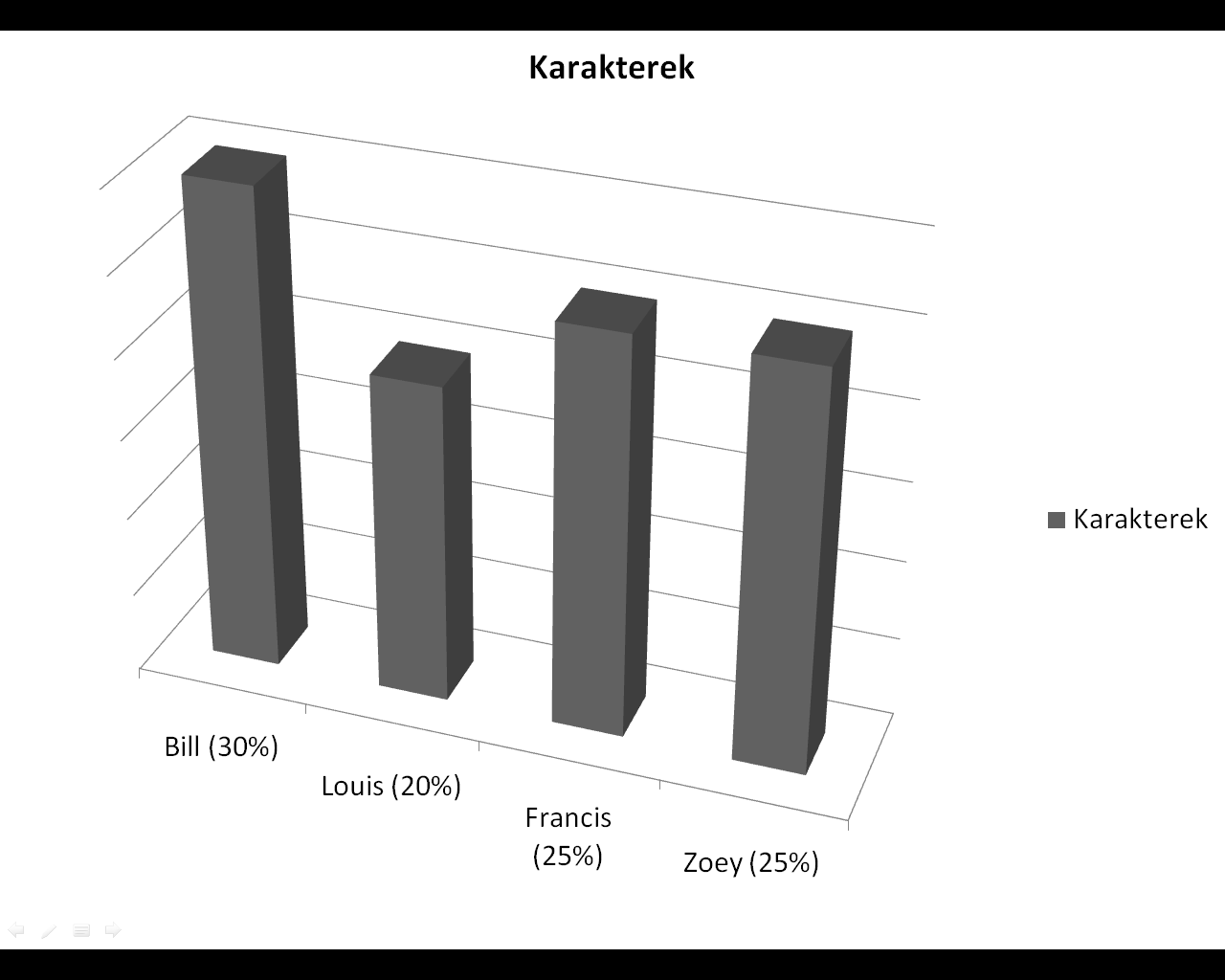
Karakterkedveltség itthon

A játék során négy "túlélővel" játszhatunk, akik csak a kinézetükben és megjelenésükben különböznek, fegyvereik ugyanazok:
- Bill: Egy idősödő férfi, aki megjárta Vietnámot, és az életéből úgy hiányolt harc visszatér.
- Louis: Ő egy fekete menedzser. Miután csatlakozott a négyeshez, a csapat fontos tagja.
- Francis: Egy tetovált motoros/biciklis, az a "kemény fajta". Bátor, és vakmerő.
- Zoey: Ő egy gazdag családból származó, fiatal tinilány. Egyetemen tanult a fertőzés előtt.

A túlélő öt dolgot vihet magával:
- Elsődleges fegyverek: Ez egy lőfegyver lehet (SMG, Hunting Rifle, stb.).
- Másodlagos fegyverek: Ez kizárólag pisztoly (Pistol) lehet, de ebből lehet egy, illetve kettő is.
- Harmadlagos fegyverek: Ez egy (!) darab robbanó fegyver lehet (Molotov, Pipe Bomb).
- Gyógyítás: A játékos szintén egy(!) darab elsősegélycsomagot vihet (First Aid).
- Energia: Ebben a "dokkban" a játékos Pain Pills-t vihet magával. Ha ez elfogy, akkor szintén kérhet kölcsön.

A játékos az öt objektum között a görgővel, vagy a számbillentyűkkel válthat (alapbeállítás).

## A fertőzöttek
A játékban fontos szerep jut a "fertőzötteknek" is, akik a legkülönfélébb mutációk eredményei. Fontos azonban, hogy az ellenfelek nem zombik és nem élőhalottak. Ezek egy fertőzés által mutálódott, és hiperagresszívvé vált emberek. Íme ők:
- The Horde: Az "egyként" emlegetett ellenfelek. Amíg meg nem zavarják őket, addig álldogálnak, fetrengenek, ülnek, támolyognak, azonban ha valaki megzavarja őket rárontanak. Azt gondolnánk, mint átlagellenfelek buták, és lassúak. Azonban épp ellenkezően: gyorsak és okosak. Harapnak, karmolnak, ahol csak tudnak. Életerejük kevés - pár golyó elintézi őket.
  - Játékos irányítás: Nincs
  - Életerő: 30/50/50/90 (Easy/Normal/Advanced/Expert)
- The Witch: Ez az ellenfél egy-egy sötét sarokban gubbaszt és csendesen sírdogál. Azonban senkit ne tévesszen meg, hiszen amint megzavarjuk, nekünk támad, és pár csapással leterít minket. Életereje közepes, ráadásul gyors, és ügyes is.
  - Játékos irányítás: Nincs
  - Életerő: 500/1000/1000/1000 (Easy/Normal/Advanced/Expert)
- The Boomer: Ez az idegen egy hájas, kelésekkel teli mutáns. Képes gyomor savat hányni, amely mérgezi az ellenfelet, valamint korlátozza az ellenfél látását. Ha megölik (életereje kevés), savvá robban szét - beterítve vele a körülötte állókat.
  - Játékos irányítás: Van; A játékos kicsit lassabban mozog, mint az átlagos "fertőzöttek" (The Horde). Bizonyos időközönként képes savat köpni, amely elhomályosítja egy kis időre a "túlélők" látását, és szaga vonzza a közelben lévő horda (The Horde) tagjait. Köpését irányítani lehet, és kis hatótávolságú.
  - Életerő: 50
  - Képesség: savhányás
  - Képesség töltődés: lassú
  - Képesség hatótáv: közel
- The Smoker: Ez az ellenfél kelésekkel és egy hosszú nyelvvel rendelkezik. Ezzel magaslatokról les áldozataira, akiket megpróbál a kilőtt nyelvével magához húzni. Eközben mérgezi is az ellenfelet. A támadása alatt az áldozat tehetetlen. Általában füstfelhőt ereget.
  - Játékos irányítás: Van; A lény képes a nyelvével megfojtani, vagy magához húzni az ellenfelet. Átlagos sebességű, életereje közepes. A nyelvlövés/támadás alatt a lény védtelen, ha talál, ha nem. Ha viszont talál, akkor az ellenfél is védtelen.
  - Életerő: 250
  - Képesség: nyelvkilövés (nyelvfojtás)
  - Képesség töltődés: közepes
  - Képesség hatótáv: közepes
- The Hunter: Ő a falakon (akár a függőlegeseken) ugrál. Képes olyan helyekre felugrani, ahová más nem. Képessége a "gyilkos ugrás", mellyel rá tud ugrani egy áldozatára, akit széttép. Amíg a támadás tart, az áldozat semmit sem tehet. Valakinek meg kell, hogy mentse.
  - Játékos irányítás: Van; A "fertőzött" képes nagyokat ugrani, amelyeknek a végcélja egy "túlélő". Ha az ugrás eltalálja a "túlélőt", akkor a lény leteríti, majd kaszabolni kezdi. Mind a "túlélő", mind a játékos védtelen. Ha lényt nem zavarják/ölik meg, addig folytatja a kaszabolást, míg a "túlélő" meg nem hal. Ezt a képességét hamar képes újratölteni. Azonban az ugrást lehet gyors helyváltoztatás eszközeként használni, hisz e nélkül ő is csak egy "átlagfertőzött".
  - Életerő: 250
  - Képesség: gyilkos ugrás
  - Képesség töltődés: gyors
  - Képesség hatótáv: nagy
- The Tank: Ez egy monstrum. Hihetetlenül fejlett váll- és karizmai a mutáció eredményei. Élete rengeteg. Megölni egyedül lehetetlen. Gyors, és képes falakat betörni, köveket hajigálni (akár több száz kilogrammosakat is). Igazi ellenfél.
  - Játékos irányítás: Van; Ez a mutáns hihetetlen erős és gyors. Ökleivel képes az ellenfelét messze elütni, vagy (halálosan) megsebezni. Képessége az, hogy képes kitépni a földből nagy darabokat, majd azokat a "túlélők" felé hajítja. Akit eltalál, az a földre kerül, vagy meghal.
  - Életerő: 3000/4000/6000/8000(Easy/Normal/Advanced/Expert)
  - Képesség: szikladobás
  - Képesség töltődés: közepes
  - Képesség hatótáv: hosszú

A "Játékos irányítás:" szöveg azt jelzi, hogy többjátékos módban irányítható játékos által a karakter.

## Objektumok
Ezeket az objektumokat CSAK a "túlélők" használhatják.

### Elsődleges fegyverek
- Assault Rifle(M 16): Gyors tüzelésű gépfegyver. Igazi gyilkológép. Sok gyenge ellenfél ellen kiváló.
  - Töltény: 360
  - Tár: 50
- SMG(Uzi): Igen nagy hatótávolságú, közepes tűzerejű fegyver. Kiváló sok ellenfél kivégzésére.
  - Töltény: 480
  - Tár: 50
- Hunting Rifle: Távcsöves, nagy pontosságú puska. Tűzereje óriási, de lassú, és nem való közelharcra.
  - Töltény: 180
  - Tár: 15
- Shotgun: Sörétes, kis hatótávolságú, de erős fegyver. Közepes életerejű ellenfelek ellen javasolt.
  - Töltény: 128
  - Tár: 8
- Automata Shotgun: Gyors tüzelésű, közepes hatótávú fegyver. Főleg egy-egy "kóbor fertőzött" kiiktatására alkalmas.
  - Töltény: 128
  - Tár: 10

### Másodlagos fegyverek
- Pistol: Közepes hatótávolság - közepes tűzerő. Kis mérete miatt kettőt is lehet vinni.
  - Töltény: végtelen
  - Tár (egy pisztoly): 15
  - Tár (két pisztoly): 30

### Harmadlagos fegyverek
- Molotov: Eldobva kisebbet robban, majd egy tűzmezőt hoz létre. Aki még ott van, az biztosan megég.
- Pipe Bomb: A gránát nem robban azonnal. Visszaszámol öttől. Azonban a "fertőzöttek" azonnal köré gyűlnek, így tömegbe dobva hatásos fegyver.

### Gyógyítás
- First Aid: Gyógyszeres és kötszeres táska. Használata néhány másodpercbe kerül. Ha ez alatt valaki megzavarja a "túlélőt", akkor a csomag nem gyógyítja meg (de nem is veszik el). Ezzel a táskával gyógyíthatja a társait is.

### Energia
- Pain Pills: Kis műanyag doboz. Kisebb erőt ad a "túlélőnek" de csak pár másodpercre. Ennek használata azonnal hat. Ezt is átadhatja valamelyik társának a tulajdonosa; azonban ha túl sokat szed be, akkor a túladagolás jelei mutatkoznak.

## Játékmódok
A játék menüjéből több játékmódot is elérhetünk. Mindegyik más-más játékélményt kínál:
- Kampány: Itt más játékosokkal játszhatjuk végig a játékot a négy "túlélő" bőrébe bújva.
- Versus: Ebben a módban négy "túlélő" vív harcot négy "fertőzöttel" (mindegyiket játékos irányítja) és pontban döntik el, hogy melyik oldal győz.
- Túlélés: Itt is más játékosokkal játszhatunk, de itt nem a biztonságba érés, hanem a túlélés.
- Egyjátékos: Itt egy "túlélőt" irányíthatunk úgy, hogy a többiekkel együtt (esetleg egyedül) eljussunk a biztonságot nyújtó mentőhelikopterbe, repülőbe vagy hajóba.

## Nehézségi szintek
A nehézségi szintet CSAK "egyjátékos" módban lehet beállítani.
A játékot természetesen a kezdőktől a profikig mindenki játszhatja. Hogy megfelelő legyen a játékélmény, mindenki négy nehézségi szint között választhat:
- Easy: Ez a könnyű játékszint. Minden ellenfelet viszonylag könnyen el lehet intézni, a továbbjutás is könnyű.
- Normal: Ezen a szinten a játékos középerős ellenfelekkel, nagyobb kihívásokkal néz szembe.
- Advanced: Itt a játékos erős ellenfelekkel kerül össze. Fegyverei, muníciói is korlátozottak.
- Expert: A profi mód. Iszonyatosan erős ellenfelek - nehéz továbbjutás.

## Játékmenet

### Egyjátékos
A játékos egy adott ponttól indul. A kezdőhelynél talál fegyvereket, elsősegélycsomagokat, esetleg robbanószert és töltényt. Innen indul a játék.
Miután a játékos felfegyverkezett, elindul a játéktérképben. Nincs meghatározva az útvonal (nem jelölik az irányt nyilak, jelek), de mégis irányított a mozgás vonala. A játékos most egy "mentőházba" igyekszik. Az odajutást segíti három társa, és korlátozza a "fertőzöttek" csapata.
A játékosra rátámadó kreatúrákat változatosan lehet elpusztítani: le lehet lőni, meg lehet ütni, fel lehet gyújtani, vagy esetleg robbantani.
Ha egy ellenfél megsebzi a játékost, azt életerőt veszít. A játékos életereje 100 pont. Miután ez 0 alá csökkent, a földre kerül - ilyenkor 300 életerő pontja van, és két pisztollyal védekezhet, de nem mozoghat. Innen egy társának kell felsegítenie őt. Ha a segítség (felsegítés) közben valami megzavarja a párost, akkor a földön fekvő játékos visszazuhan a földre. Természetesen nem csak a játékos kerülhet földre - a társai is. Ilyenkor ugyan az a teendő: felsegíteni. Ha a földön fekvő életereje 0 alá csökken, a "túlélő" meghal - kiesik a játékból. Ha maga a játékos hal meg, akkor az utolsó "mentőháztól" kezdi újra a játékot.
A játékos sebeit két módon gyógyíthatja - elsősegélycsomaggal vagy tablettákkal.
A játékosnak célja, hogy a legtöbb társát (vagy magát) bejuttassa a "mentőházba".
A "mentőházat" kivételesen jelöli a játék (egy házikó, benne egy plusz jellel). A "mentőházat" arról lehet felismerni, hogy a "DEAD END" felirat van rajta, rácsos, és piros. A "mentőház" egy elválasztó két pálya között. Ha a játékos tovább akar haladni a következő pályára, akkor be kell zárnia maga mögött az ajtót.
A "mentőházban" szintén muníció, elsősegélycsomagok és fegyverek találhatóak (néha robbanószer vagy tabletta is). A játékos úgy juthat a következő pályára (az ajtó behúzása, a pálya betöltése után), hogy kinyitja a másik pályára vezető ajtót.
Az utolsó "mentőház" után már a finálé következik, ahol talál a játékos egy rádiót - ebben kapja az utasításokat. Lesz még itt muníció, fegyver, tabletta, robbanószer és elsősegélyes csomag is. Célja, hogy megvédje magát (és társait) a "fertőzöttek" hada ellen, majd beszálljon a megmentő járműbe.

### Többjátékos
Ez a mód a Versus játékmód folyását írja le, hiszen a többi egyezik az "egyjátékos" móddal, csak ott a "túlélőket" játékosok irányítják.
A többjátékos módban a játékos választhat, hogy melyik csapatba akar kerülni: "túlélő" vagy "fertőzött". A kör végén csapatot vált (például ha eddig "túlélővel" volt, akkor most "fertőzöttként" éled újjá).

#### Túlélő
Ebben a módban a játékos célja ugyanaz - bejutni a "mentőházba", majd eljutni a biztonságot jelentő járműig.
Ellentétben az "egyjátékos" móddal, itt ha meghal a játékos, kiesik a játékból, de nem indul újra a legutolsó "mentőháztól" a játék - hiszen a többi játékos tudja folytatni a játékot. Ha mind a négy játékos meghal, vagy földre kerül, akkor a játék véget ér, és a fertőzöttek győznek.

#### Fertőzött
Itt a játékos három "fertőzött" (Boomer, Smoker, Hunter) közül kapja meg véletlenszerűen az egyiket. Célja azonban egy: megakadályozni a "túlélőket" a "mentőházba" jutásban.
A játékban ha "fertőzöttként" meghal a játékos, nem esik ki a játékból, hanem 20 másodperc után folytathatja azt.
A játékmenet során véletlenszerűen a gép kisorsol egy Tank-ot a "fertőzöttekkel" játszó játékosok közül. Ha a Tank meghal, akkor a játékos már ismét Boomer, Smoker vagy Hunter képében éled ujjá.

## Eredmények
A játékban gyűjthetőek úgynevezett eredmények (achievements), melyeket bizonyos cselekedetekkel kell teljesíteni. 51 eredmény található a játékban. Ezek forrása itt! Íme:

### Túlélő
- Segítő kéz (Helping Hand): Segíts fel 50 túlélőt.
- Csatatéri szanitéc (Field Medic): Gyógyíts meg 25 túlélőt elsősegélycsomaggal.
- Segítő pirulák (Pharm-assist): Adj tablettát 10 túlélőnek.
- Én testőröm (My Bodyguard): Védj meg 50 túlélőt.
- Halál állj (Dead Stop): Üss le egy Hunter-t, miközben ő éppen leterített egy túlélőt.
- Pont (Crownd): Ölj meg egy Witch-et egyetlen fejbelövéssel.
- Érinthetetlenek (Untouchables): Juss el úgy a mentőjárműbe, hogy miután használtad a rádiót, senki sem sérül meg.
- Fogd és vidd (Drag and Drop): Ments meg egy túlélőt a Smoker nyelvétől, úgy, hogy a túlélő nem sebződik a támadástól.
- Vakszerencse (Blind Luck): Vagy te, vagy egy másik túlélő ne sebeződjön, miután lehányta egy Boomer.
- Akimbo bérgyilkos (Akimbo Assassin): Játssz végig egy teljes fejezetet csak a pisztoly használatával.
- Hős bezárva (Hero closet): Ments meg/szabadíts ki egy túlélőt, aki bennragadt egy szobában.
- Vadász csábító (Hunter Punter): Mutass meg egy Hunter-nek egy szükségtelen helyzetű túlélőt.
- Nyelvforgató (Tongue Twister): Szabadítsd ki magad egy Smoker nyelvéből.
- Nemdohányzó terület (No Smoking Section): Ölj meg 10 Smoker-t, amint az egy túlélőt ejt csapdába a nyelvével.
- 101 kreatúra (101 Creations): Égess meg 101 fertőzöttet.
- Ne zavarj (Do Not Disturb): Menj el az összes Witch mellett anélkül, hogy bárki elindítaná.
- Ember a Tank ellen (Man vs Tank): Ölj meg egyedül egy Tank-ot.
- Tankirtók (Tank Busters): Ölj meg úgy egy Tank-ot, hogy az egy túlélőt sem sebez meg.
- Első a biztonság (Safety First): Játssz végig egy fejezetet, úgy, hogy nem sebezed meg egyetlen túlélő társadat sem.
- Senki hátul (No-one Left Behind): Játssz végig egy fejezetet ugyanazzal a négy túlélővel.
- Sebezhetetlen (Unbreakable): Játssz végig egy fejezetet úgy, hogy nem gyógyítod magad és senki nem gyógyít téged.
- Boszorkányvadász (Witch Hunter): Ölj meg egy Witch-et anélkül, hogy az bármelyik társadat megsebezné.
- Vörös fátyol (Red Mist): Ölj meg 1000 fertőzöttet egyetlen telepített gépágyúval.
- Pirotechnikus (Pirotechnician): Ölj meg 20 fertőzöttet egyetlen robbanással.
- Zombi fajirtás (Zombie Genocidest): Ölj meg 53 595 fertőzöttet.
- Önfeláldozás (Dead Giveaway): Gyógyítsd meg az egyik túlélőtársadat úgy, hogy neked 10 alatt van az életerőd.
- Állj magasra (Stand Tall): Játssz végig egy fejezetet úgy, hogy nem kerültél se te, se más a földre.
- Zombimániás (Zomiecidal Maniac): Játssz végig egy fejezetet Expert fokozaton.
- Mit akarsz bizonyítani? (What are you Trying to Prove?): Játszd végig a négy fejezetet Expert fokozaton.
- Semmi különleges (Nothing Special): Játssz végig úgy egy fejezetet, hogy egyik társad sem sebesül meg különleges fertőzöttektől.
- Boszorkányégetés (Burn the Witch): Gyújts fel egy Witch-et.
- Pokoltorony (Towering Inferno): Gyújts fel egy Tank-ot.
- Gerinc-csapda (Spinal Trap): Üss le/meg hátulról egy fertőzöttet.
- Gyomor rendben (Stomach Upset): Teljesíts társaiddal egy fejezetet úgy, hogy a Boomer nem hány le senkit.
- Agysaláta (Brian Salad): Lőj fejbe 100 fertőzöttet.
- Ugrólövés (Jump Shot): Lőj fejbe egy Hunter-t, miközben ő ugrik.
- Kegyes gyilkos (Mercy Killer): Játszd végig a No Mercy fejezetet.
- Vissza segíteni (Back 2 Help): Hagyd el a mentőházat, és segíts egy földre került társadnak bejutni oda.
- Vámszedő (Toll Collector): Játszd végig a Death Toll fejezetet.
- Halálos nyomás (Dead Baron): Játszd végig a Dead Air fejezetet.
- Rettenetes kaszás (Grim Reaper): Játszd végig a Blood Harvest fejezetet.
- Földi fedezék (Ground Cover): Ments meg egy földre került túlélőt, miközben őt egy különleges fertőzött támadja.
- Tiszta ölés (Clean Kill): Lökj meg egy Boomer-t, majd úgy öld meg, hogy senkit nem hány le, és senkit nem terít be nyálkával.

### Fertőzött
- Nagy fogás (Big Drag): Kapj el 100 lábról egy túlélőt a Smoker nyelvével.
- Láncdohányos (Chain Smoker): Kapj el két túlélőt egy élettel a Smoker-rel.
- Hányás csomag (Barf Bagged): Hányj le 4 túlélőt egy hányásoddal, mint Boomer.
- Duplaugrás (Double Jump): Terítsd le két túlélőt egy élettel a Hunter-rel.
- Mindenki halálért (All 4 Dead): Öld meg mind a négy túlélőt egy élettel a Tank-kal.
- Halálos pusztítás (Dead Wrechkening): Sebezz 5000-ret fertőzöttként.
- Édes bárány (Lamb 2 Slaugther): Fertőzöttként kapj el egy túlélőt, aki bement egy mentőházba, majd kijött onnan (utána).